# 埕北油田
埕北油田，為首個中外合營開採的海上油田，亦是中國首個現代化設計的油田。該油田位於渤海西部水域，鄰近天津市，屬渤海油田群內其中一組油田。油田曾由中日合營，合作期屆滿後由中國海洋石油獨營。

## 概要
埕北油田位於渤海灣埕北低凸起的西側，距離天津塘沽東南面約88公里。油田面積為12平方公里，設有A、B兩座開採平台，由一條長1.6公里的輸油管連接，各設26口鑽井，另附一個供運油輪停泊的碼頭。
此外，正在興建的C平台將與B平台透過棧橋相連，而該平台同時設有開採、油氣處理及輸電設備，為亞洲首座接駁岸電設施的海上鑽油台。

## 歷史
繼1967年石油工業部在渤海發現第一個油田後，有關勘探工作繼續進行。至1972年11月，隨著海7井鑽出可觀產量的油氣，正式確定埕北油田的存在。
在原有鑽探平台完成改建後，埕北油田於1977年12月15日開始試採。至1980年5月29日，中石油海洋分公司與日本埕北石油開發株式會社簽約，決定合作開發此油田。隨後，永久油田設施於1981年5月動工興建，而試採工作則於五個月後結束。
1985年9月，埕北油田B平台率先投產，而A平台亦在1987年1月相繼啟用，成為第一個中外合營的海上油田。及後，此油田項目公司併入同屬石油資源開發株式會社、負責開發渤中34-2/4油田的「日中石油開發株式會社」。
隨著中日雙方15年合作期於2000年10月28日到期，上述油田皆改由中海油獨營。
因應開採平台組件日漸老化，此油田既有開採平台曾於2016年進行局部重建。及後，中海油亦決定為此油田加建第三座平台，於2022年7月完成環評程序，預計2024年6月建成。

## 中日雙方分工
由於埕北油田是由中、日兩國合作開發，加上當時中方技術水平不足，雙方就合作開發作出以下分工，詳列如下：
| 分工         | 負責公司                           |
| ------------ | ---------------------------------- |
| 合作開採協議 | 中國海洋石油、石油資源開發株式會社 |
| 設計         | 日本石油工程公司                   |
| A平台組件    | 中国船舶工业总公司                 |
| B平台組件    | 三菱重工业                         |
| 總承建商     | 中國海洋石油渤海分公司             |
| 輸油管       | 新日本製鐵、中國海洋石油渤海分公司 |

## 工業意外
- 1978年2月11日，埕北油田的試採平台發生大火，導致3死1傷[2]。

## 註解
1. ↑  為石油資源開發株式會社全資附屬公司
2. ↑  1982年成立前，由中國石油公司海洋分公司負責